# Athens (Louisiana)
Athens is een plaats (village) in de Amerikaanse staat Louisiana, en valt bestuurlijk gezien onder Claiborne Parish.

## Demografie
Bij de volkstelling in 2000 werd het aantal inwoners vastgesteld op 262.
In 2006 is het aantal inwoners door het United States Census Bureau geschat op 252, een daling van 10 (-3,8%).

## Geografie
Volgens het United States Census Bureau beslaat de plaats een oppervlakte van
5,7 km², geheel bestaande uit land. Athens ligt op ongeveer 92 m boven zeeniveau.

## Plaatsen in de nabije omgeving
De onderstaande figuur toont nabijgelegen plaatsen in een straal van 24 km rond Athens.